# Иванов, Алексей Григорьевич
Алексей Григорьевич Иванов (1920—25 апреля 1944) — командир партизанской диверсионной группы, Герой Советского Союза (1944).

## Биография
Алексей Григорьевич Иванов родился в 1920 году в селе Новоалександровка (ныне Усть-Таркский район, Новосибирская область). Русский. Кандидат в члены ВКП(б) с 1943 года. Окончил 10 классов.
В 1938 году был призван в ряды Красной Армии, где приобрёл специальность механика.
С начала Великой Отечественной войны служил водителем танка. В начале июля 1941 года войска Юго-Западного фронта заняли оборону на старой границе. Танковый полк, в котором служил сержант Иванов, прикрывал участок в районе Шепетовки. В этих боях полк потерял почти все танки. Вражеским снарядом была подожжена боевая машина, на которой сержант Иванов А. Г. был механиком-водителем. Только ему одному удалось выбраться из горящего танка. Все его товарищи по экипажу погибли.
Вблизи города Первомайск (Николаевская область, Украина) попал в окружение, во время выхода из которого попал в плен. Был отправлен в лагерь для военнопленных, откуда совершил побег. После этого, прежде чем попал в партизанский отряд А. З. Одухи, был трижды арестован, но каждый раз ему удавалось бежать.
В январе 1942 года Иванов вступил в Славутскую подпольную организацию во главе с Фёдором Михайловичем Михайловым, где организовывал диверсии на железной дороге. В середине мая 1942 года подпольщики совершили свой первый диверсионный акт — взорвали железнодорожный мост между станцией Кривин и разъездом Бадуевка. Свыше 700 гитлеровцев погибло в результате этой диверсии. Группа Иванова жгла вражеские склады, громила полицейские участки, уничтожали предателей, разрушали железнодорожные пути. В течение всего года на железной дороге между Шепетовкой и Ровно гремели взрывы. Только Иванов со своей группой уничтожил на этом участке восемь вражеских эшелонов. Всего же подрывная диверсионная группа под командованием Иванова пустила под откос 32 эшелона.
Когда начались бои за Правобережную Украину, партизаны, в том числе и соединение А. З. Одухи, получили задачу занять город Острог Ровенской области. В ночь на 13 января партизаны вышли на исходные рубежи. Иванов А. Г. командовал ротой. Ему было поручено охранять шоссе северней города и не дать уйти ни одному гитлеровцу. На рассвете начался штурм. Только немногим фашистам удалось по болотам уйти из Острога. Над городом гордо реяло красное знамя. Более 20 дней, вплоть до прихода Красной Армии, партизаны удерживали город.
В конце 1943 года Иванов назначен начальником штаба нового диверсионного батальона, осуществившего вместе с соединением партизанских отрядов имени Ф. М. Михайлова рейд по западным областям Украины и Белоруссии.
В начале апреля 1944 года партизаны снова оказались в тылу противника и развернули активные действия в районе Ковель—Владимир-Волынский. 15 апреля соединение партизанских отрядов под командованием Антона Захаровича Одухи вступило в бои между реками Западный Буг и Турья. Гитлеровцам удалось окружить партизан. Фашисты бросили против них около 30 танков, 50 самолётов, обрушили огонь десятков артиллерийских и миномётных батарей. 24 апреля 1944 года Иванов получил приказ прикрыть отход партизанского соединения. Кроме гранат и мин никаких других противотанковых средств у партизан не было. Алексей Иванов в этих тяжёлых боях лично уничтожил три танка. Рота партизан под его командованием успешно выполнила боевое задание, это дало возможность соединению форсировать реку Турья и вырваться из окружения.
В бою на следующий день, 25 апреля 1944 года, Иванов был тяжело ранен, после чего последней гранатой подорвал себя и окруживших его фашистов.
Похоронен на месте боя в районе г. Владимир-Волынский (Украина).
Указом Президиума Верховного Совета СССР от 7 августа 1944 года за боевые подвиги в тылу врага и особые заслуги в деле развития партизанского движения на Украине Алексею Григорьевичу Иванову посмертно присвоено звание Героя Советского Союза.

## Награды
- Медаль «Золотая Звезда» (7 августа 1944 года);
- орден Ленина.

## Память
- Памятник Герою Советского Союза Алексею Григорьевичу Иванову установлен в селе Усть-Тарка.
- Именем Героя Советского Союза Алексея Григорьевича Иванова названа улица в районном центре Усть-Тарка, здесь же установлена мемориальная доска.
- В родной деревне Новоалександровке установлен памятник А.Г. Иванову.
- Его имя увековечено на Аллее Героев у Монумента Славы в Новосибирске.